# Odontocolon aethiops
Odontocolon aethiops là một loài tò vò trong họ Ichneumonidae.